# Pterolophia subnigrosparsa
Pterolophia subnigrosparsa là một loài bọ cánh cứng trong họ Cerambycidae.